# Estación CUCEI
CUCEI es la sexta estación de la Línea 3 del Tren Ligero de Guadalajara en sentido sur-oriente a nor-poniente, y la décimo-tercera en sentido opuesto. Recibe su nombre por parte del CUCEI junto al complejo universitario de la U. de G. en la Zona Olímpica; es la última del Viaducto 2 —desde el oriente hacia el centro de Guadalajara— y está junto a la rampa sur de conexión con el Tramo Subterráneo.
Esta estación se ubica sobre la Avenida Revolución, entre la Calzada Olímpica y la calle Corregidora (la calle 40), las cuales rodean a todo el complejo universitario de la Zona Olímpica.
El logotipo de la estación es el escudo del Centro Universitario de Ciencias Exactas e Ingenierías (CUCEI) que se encuentra en el costado sur de la estación.

## Puntos de interés
- Complejo Universitario de la U. de G. por Av. Revolución: Escuela Politécnica y Coliseo Olímpico
- CECATI n°. 15 (calle Corregidora)
- Escuela Preparatoria No. 12 y Escuela Vocacional de Guadalajara (Blvd. Gral. Marcelino García Barragán)
- Alberca Olímpica y Estadio Tecnológico (por Calzada Olímpica)
- Centro Universitario de Ciencias Exactas e Ingenierías (Calz. Olímpica esq. Blvd. Gral. M.G.B.)
- Escuela de Cultura Física y el Deporte del CUCS
- Templo de la Divina Providencia (El Huevo), (entre las calles Corregidora y Gomez Farías)

## Galería

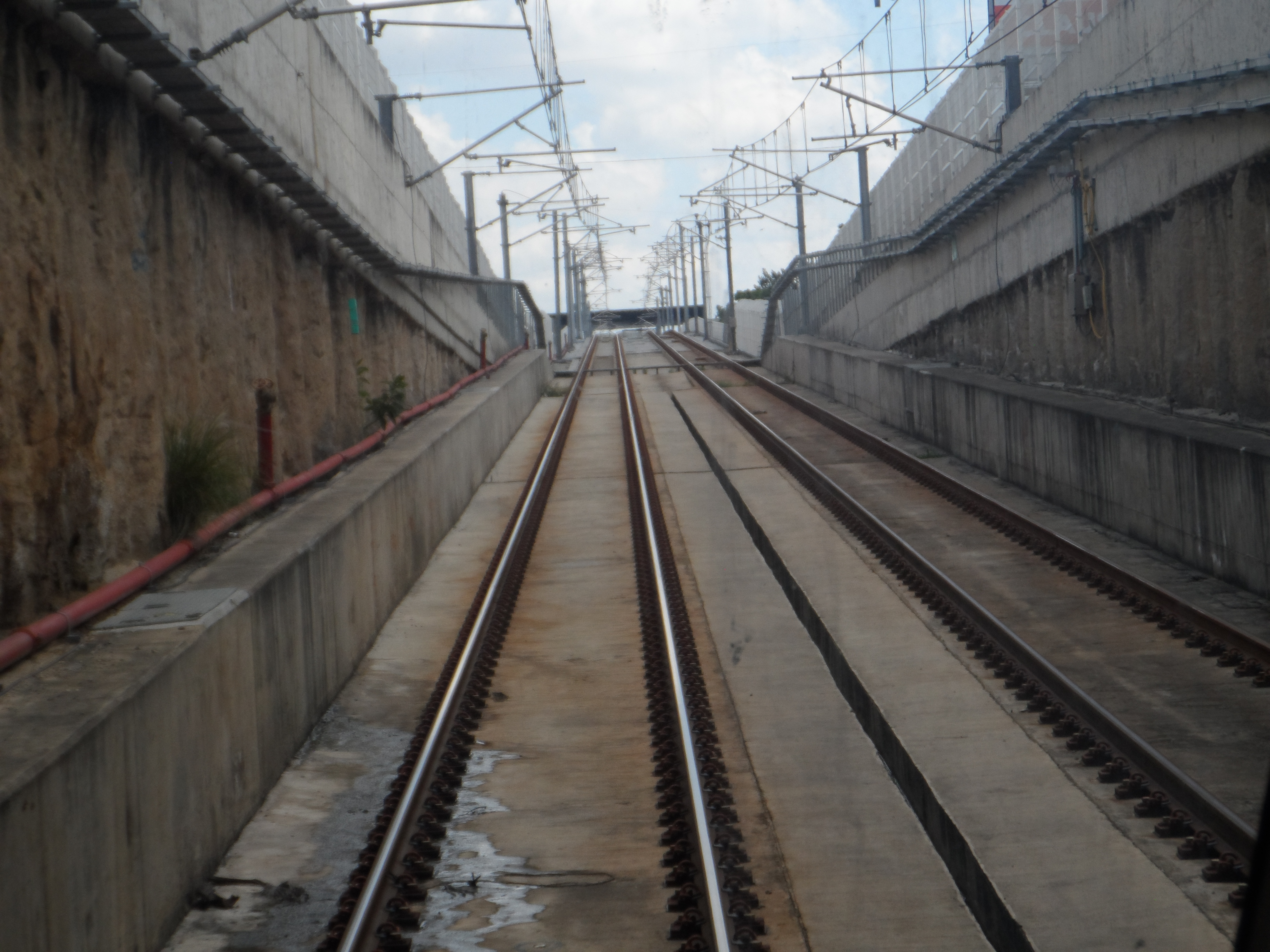
Rampa de conexión entre el túnel subterráneo y el segundo viaducto elevado de la Línea 3, entre las estaciones Plaza de la Bandera y CUCEI.